# Olympische Sommerspiele 2016/Schießen – Skeet (Frauen)
Der Wettkampf im Skeet der Frauen bei den Olympischen Spielen 2016 in Rio de Janeiro fand am 12. August 2016 im Centro Nacional de Tiro statt. Diana Bacosi aus Italien wurde neue Olympiasiegerin. Ihre Landsfrau Chiara Cainero ergatterte die Silbermedaille, vor Kim Rhode aus den Vereinigten Staaten, die in London vor vier Jahren die Goldmedaille gewann.
Der Wettbewerb ging über drei Runden. Zunächst eine Qualifikationsphase, bei der jede Schützin 3 Sätze à 25 Schuss abzugeben hatte. Die sechs Schützinnen mit den meisten Treffern rückten in das Halbfinale vor. Bei Gleichstand entschied ein Shoot-off. Im Halbfinale und auch in der anschließenden Finalrunde wurde lediglich eine Serie mit 16 Schuss geschossen. Die ersten beiden des Halbfinales bestimmten im direkten Duell Gold- und Silbermedaillengewinner. In einem Schießen zwischen der dritten und vierten des Halbfinales wurde die Bronzemedaille vergeben. Auch im Halbfinale und in der Finalrunde entschied ein Shoot-off bei Gleichstand zwischen zwei oder mehreren Athletinnen.

## Rekorde

### Bestehende Rekorde
| Qualifikationsrekorde | Qualifikationsrekorde                              | Qualifikationsrekorde | Qualifikationsrekorde                                               | Qualifikationsrekorde                     |
| --------------------- | -------------------------------------------------- | --------------------- | ------------------------------------------------------------------- | ----------------------------------------- |
| Weltrekord            | Diana Bacosi Aleksandra Jarmolińska Chiara Cainero | 75                    | Baku, Aserbaidschan Qəbələ, Aserbaidschan Lonato del Garda, Italien | 20. Juni 2015 8. August 2015 9. Juli 2016 |
| Olympischer Rekord    | ISSF Regeln wurden zum 1. Januar 2013 geändert     | —                     | —                                                                   | —                                         |

### Neue Rekorde
| Qualifikationsrekorde | Qualifikationsrekorde | Qualifikationsrekorde | Qualifikationsrekorde     | Qualifikationsrekorde |
| --------------------- | --------------------- | --------------------- | ------------------------- | --------------------- |
| Olympischer Rekord    | Wei Meng              | 73                    | Rio de Janeiro, Brasilien | 12. August 2016       |

## Ergebnisse

### Qualifikation
| Rang | Athletin               | Nation             | 1  | 2  | 3  | Gesamt | Stechen | Anmerkungen |
| ---- | ---------------------- | ------------------ | -- | -- | -- | ------ | ------- | ----------- |
| 1    | Wei Meng               | China              | 23 | 25 | 25 | 73     |         | Q, OR       |
| 2    | Kim Rhode              | Vereinigte Staaten | 23 | 25 | 24 | 72     |         | Q           |
| 3    | Diana Bacosi           | Italien            | 25 | 23 | 24 | 72     |         | Q           |
| 4    | Chiara Cainero         | Italien            | 24 | 22 | 24 | 70     |         | Q           |
| 5    | Amber Hill             | Großbritannien     | 23 | 24 | 23 | 70     |         | Q           |
| 6    | Morgan Craft           | Vereinigte Staaten | 24 | 24 | 21 | 69     | 2       | Q           |
| 7    | Albina Schakirowa      | Russland           | 21 | 23 | 25 | 69     | 1       |             |
| 8    | Melisa Gil             | Argentinien        | 23 | 21 | 25 | 69     | 1       |             |
| 9    | Wei Ning               | China              | 24 | 20 | 24 | 68     |         |             |
| 10   | Sutiya Jiewchaloemmit  | Thailand           | 23 | 22 | 23 | 68     |         |             |
| 11   | Christine Wenzel       | Deutschland        | 22 | 24 | 22 | 68     |         |             |
| 12   | Aleksandra Jarmolińska | Polen              | 23 | 23 | 22 | 68     |         |             |
| 13   | Chloe Tipple           | Neuseeland         | 21 | 23 | 23 | 67     |         |             |
| 14   | Elena Allen            | Großbritannien     | 23 | 18 | 23 | 64     |         |             |
| 15   | Andri Eleftheriou      | Zypern             | 21 | 21 | 22 | 64     |         |             |
| 16   | Danka Barteková        | Slowakei           | 22 | 20 | 22 | 64     |         |             |
| 17   | Aislin Jones           | Australien         | 21 | 20 | 22 | 63     |         |             |
| 18   | Naoko Ishihara         | Japan              | 18 | 20 | 24 | 62     |         |             |
| 19   | Francisca Crovetto     | Chile              | 21 | 22 | 19 | 62     |         |             |
| 20   | Libuše Jahodová        | Tschechien         | 18 | 19 | 21 | 58     |         |             |
| 21   | Daniela Carraro        | Brasilien          | 19 | 19 | 20 | 58     |         |             |

### Halbfinale
| Platz | Athletin       | Nation             | Gesamt | Stechen | Nächste Runde |
| ----- | -------------- | ------------------ | ------ | ------- | ------------- |
| 1     | Chiara Cainero | Italien            | 16     |         | Finale        |
| 2     | Diana Bacosi   | Italien            | 15     |         | Finale        |
| 3     | Wei Meng       | China              | 14     | 4       | Platz 3       |
| 4     | Kim Rhode      | Vereinigte Staaten | 14     | 4       | Platz 3       |
| 5     | Morgan Craft   | Vereinigte Staaten | 14     | 3       | ausgeschieden |
| 6     | Amber Hill     | Großbritannien     | 13     |         | ausgeschieden |

### Platz 3
| Platz | Athletin  | Nation             | Gesamt | Stechen |
| ----- | --------- | ------------------ | ------ | ------- |
| 3     | Kim Rhode | Vereinigte Staaten | 15     | 7       |
| 4     | Wei Meng  | China              | 15     | 6       |

### Finale
| Platz | Athletin       | Nation  | Gesamt | Stechen |
| ----- | -------------- | ------- | ------ | ------- |
| 1     | Diana Bacosi   | Italien | 15     |         |
| 2     | Chiara Cainero | Italien | 14     |         |